# Till Death – Bis dass dein Tod uns scheidet

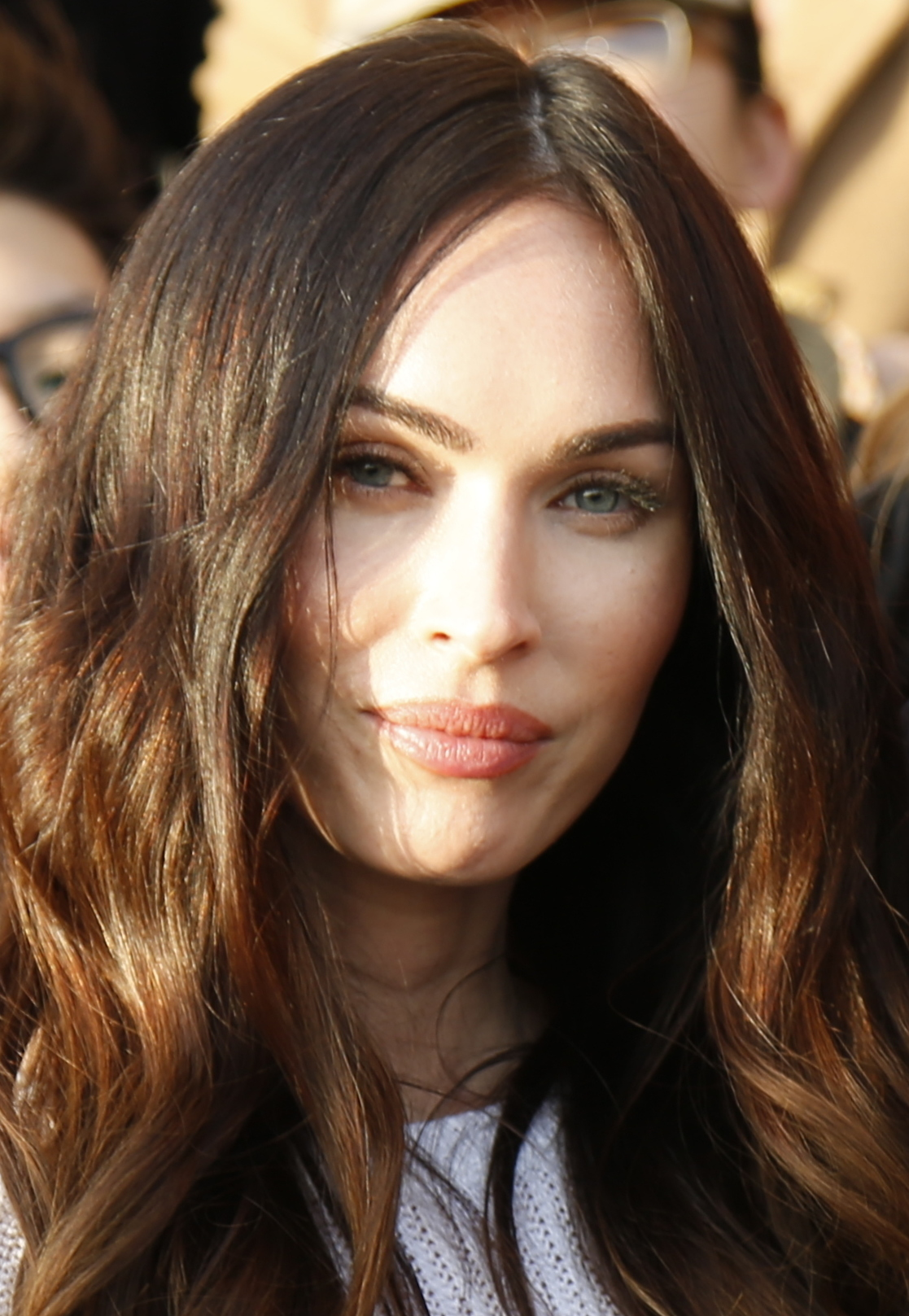
Megan Fox spielt Emma (Foto von 2019)

Till Death – Bis dass dein Tod uns scheidet ist ein US-amerikanischer Action-Thriller aus dem Jahr 2021. Regie führte S. K. Dale, das Drehbuch schrieb Jason Carvey und die Hauptrolle übernahm Megan Fox.

## Handlung
In einem New Yorker Hotel beendet Emma die außereheliche Affäre mit Tom. Am nächsten Morgen trifft sie ihren Ehemann, den Anwalt Mark, in dessen Büro. Auf seinem Schreibtisch liegt eine Akte über den Gewaltverbrecher Bobby Ray, der Emma vor elf Jahren überfallen und schwer verletzt hat. Auf ihre Frage, warum er die Akte bearbeitet, antwortet er ausweichend, dann gratuliert er ihr zu ihrem gemeinsamen Hochzeitstag. Abends gehen sie essen, hier schenkt er ihr ein Halsband, das sie sich von ihm anlegen lässt. Außerdem hat er eine Überraschung vorbereitet, während der Autofahrt dorthin muss sie sich die Augen verbinden. Nach mehr als einer Stunde Fahrt kommen sie zu einem Haus am See, das sie früher schon einmal angemietet und wo sie glückliche Zeiten verbracht haben. Sie verbringen eine Liebesnacht miteinander, als Emma am nächsten Morgen aufwacht, bemerkt sie, dass Mark sie mit einer Handschelle an sich gekettet hat.
Als Emma ihn fragt, was das zu bedeuten hat, antwortet er nur, dass es Zeit ist aufzuwachen, daraufhin erschießt er sich. Nach dem Schock versucht sie verzweifelt, sich von der Handschelle zu befreien, was ihr aber nicht gelingt. Sie schreit um Hilfe, doch das Anwesen liegt weit entfernt vom nächsten. Das Haustelefon funktioniert nicht und ihr Handy wurde in einer Vase unter Wasser gesetzt. In dem Revolver, mit dem sich Mark erschossen hat, ist keine weitere Patrone. Mühsam zieht sie Mark durch das Haus, in dem Kleiderraum hängt ihr Hochzeitskleid, dahinter befindet sich ein verschlossener Wandsafe. Nirgends im Haus ist Werkzeug oder ein Messer zu finden, es ist Winter und kalt, aus Teilen des Kleides bastelt sie sich eine Fußbekleidung, da ihre Sachen nicht auffindbar sind. Sie versucht mit dem Auto von Mark wegzufahren, doch Mark hat vorher den Tank entleert. Plötzlich taucht Tom auf, er hätte eine Nachricht von ihr bekommen, doch Emma weiß, dass Mark dies arrangiert hat, und sehr wahrscheinlich von ihrer Affäre wusste. Ein anderer Wagen kommt an, der Fahrer behauptet, die Rohrleitung reparieren zu wollen, doch Tom versucht, ihn abzuwimmeln.
Ein anderer Mann steigt aus dem Wagen, es ist Bobby Ray, der Tom vor dem Haus mit mehreren Messerstichen tötet. Zwischenzeitlich hat sich Emma in dem Haus versteckt, Ray und der andere Mann, Rays Bruder Jimmy, durchsuchen das Haus. Emma schafft es, unbemerkt in das Bootshaus zu gelangen, hier findet sie Werkzeug, mit dem sie sich von Mark befreien kann, außerdem findet sie einen sehr schweren Benzinkanister, den sie in die Garage des Wagens von Mark zieht. Als sie den Tank füllen will, betritt Bobby Ray die Garage, sie kann sich vorher verstecken, doch er sticht mit seinem Messer in die Reifen. Um von sich abzulenken, betätigt Emma den Funkschlüssel des Wagens, daraufhin wissen die beiden Männer, dass sie in der Nähe sein muss. In dem Safe sind angeblich Diamanten, die Mark vorher Bobby Ray versprochen hat, die Kombination soll Emma kennen. Mit einem Golfschläger kann Emma erst Bobby Ray, dann Jimmy bewusstlos schlagen, doch als sie mit Toms Wagen fliehen will, taucht Ray auf und schlägt sie k. o. Als sie aufwacht, hat Ray den Safe aus der Wand gebrochen und verlangt von Emma, ihm die Kombination zu verraten, was sie verweigert. Daraufhin will er sie mit dem Messer foltern, aber Jimmy ist dagegen und bedroht Ray mit dem Revolver von Mark, beide wissen aber nicht, dass dieser nicht geladen ist.
Sie treffen eine Vereinbarung, Emma nennt die Kombination und dafür lässt Ray sie in Ruhe, doch in dem Safe sind keine Diamanten, dafür aber ein Hinweis, dass sich die Steine in Emmas Halskette befinden. Die solide Kette lässt sich aber nicht öffnen und Ray will Emma den Kopf abschneiden, um an die Diamanten zu kommen, was sein Bruder aber nicht zulässt, es kommt zu einem Kampf der Brüder, bei dem Ray Jimmy unbeabsichtigt tötet. Emma versucht zu fliehen und nachdem Ray ihr in das Bein gestochen hat, kann sie ihn mit einem Bolzenschneider bewusstlos schlagen und mit der Handschelle an Mark ketten. Sie versucht nun, mit dem Wagen Rays zu fliehen, doch Ray ist dicht hinter ihr und sie verliert auf dem Eis die Kontrolle über den Wagen, der in das Bootshaus rutscht und in dem Eis einbricht. Es kommt zu einem Kampf zwischen den beiden, das Eis bricht vollständig ein und sie versinken darin. Ray, der noch immer an Mark gekettet ist versucht, Emma zu erwürgen, doch sie kann ihn mit seinem Messer erstechen und wieder auftauchen.

## Synchronisation
Die deutsche Synchronisation übernahm die Linaro Film GmbH in Unterschleißheim. Das Dialogbuch schrieb Randolf Hendel, der auch die Dialogregie übernahm.
| Rolle                                    | Darsteller      | Synchronsprecher        |
| ---------------------------------------- | --------------- | ----------------------- |
| Assistentin der Geschäftsleitung         | Lili Rich       | Petra Preuß             |
| Bobby Ray                                | Callan Mulvey   | Bernd Vollbrecht        |
| Emma Webster                             | Megan Fox       | Luise Helm              |
| Jimmy Ray                                | Jack Roth       | Tobias John von Freyend |
| junge Frau im Restaurant                 | Stefanie Rozhko | Zina Laus               |
| Kellnerin                                | Teodora Djuric  | Marget Flach            |
| stellv. Bezirksstaatsanwalt Mark Webster | Eoin Macken     | Stefan Günther          |
| Tom                                      | Aml Ameen       | Alexander Brem          |

## Produktion
Die Produktion sollte ursprünglich im März 2020 beginnen, wurde aber aufgrund der COVID-19-Pandemie verschoben. Im Februar 2020 wurde bekannt gegeben, dass Megan Fox die Hauptrolle übernehmen wird und S. K. Dale Regie führt.

## Veröffentlichungen und FSK-Freigabe
In den USA kam der Film am 2. Juli 2021 in die Kinos.
In Deutschland erschien Till Death – Bis dass dein Tod uns scheidet am 9. Dezember 2021 direkt auf Blu-ray & DVD, jeweils als Amarays. Der deutsche Rechteinhaber EuroVideo Medien GmbH legte den Film der FSK zur Prüfung vor. Die FSK vergab am 7. September 2021 die Erwachsenenfreigabe ab 18 / Keine Jugendfreigabe.

## Rezeption
Bei Rotten Tomatoes erreichte der Film eine Punktzahl von 89 Prozent, basierend auf 35 Kritiken.
Bei Metacritic bekam Till Death – Bis dass dein Tod uns scheidet eine Zustimmungsrate von 66/100, basierend auf 5 Kritiken.
Kritiker Oliver Armknecht gibt dem Film in seiner Besprechung auf film-rezensionen.de insgesamt 8 von 10 Punkten. Für den Kritiker ein Geheimtipp; Till Death – Bis dass dein Tod uns scheidet sei ein Film, der Spannung biete und in dem Regisseur Dale mit wenigen klaren Bildern und minimalem Aufwand eine große Wirkung entfache. Megan Fox überzeuge mit ihrer schauspielerischen Leistung der dargebotenen Tortur und würde nicht nur die physischen Qualen glaubwürdig spielen, sondern auch wie die Figur unter der Kälte ihres Mannes leide und die Ehe schon viel früher als eine Art Fessel sieht. Dies alles würde die of unterschätzte Megan Fox toll darstellen.
Die Redaktion des Lexikons des internationalen Films gibt dem Film insgesamt 2 von 5 möglichen Sternen und schreibt: „Ein ohne Anspruch auf Wahrscheinlichkeit entwickelter Thriller, der als packendes und schließlich schwarzhumoriges Katz-und-Maus-Spiel aber durchaus Qualitäten hat. Die schwachen Charaktere und ein Hang zur Wiederholung mindern allerdings die Wirkung des Regiedebüts.“